# Murat & Jose
Murat & Jose oziroma skrajšano M & J je slovenski raperski duo, ki ga sestavljata izvajalca, avtorja in tekstopisca Marko Gregorčič - Murat in Joseph Nzobandora - Jose. Svojo glasbeno pot sta začela že v srednješolskem bendu Captamur, bolj resno pa sta se začela ukvarjati z glasbo po koncu srednje šole. Skupaj z Nikolovskim in DJ Maestrom sta formirala hip hop četverec Nedotakljivi, in sodelovala pri prvi slovenski hip hop kompilaciji 5 minutes of fame: Za narodov blagor, za katero je Jose prispeval komad V letu 00, Nedotakljivi (Murat, Jose, DJ Maestro in Nikolovski) pa pesem V dimu in smogu. Pesem V letu 00 je postala uspešnica, zanjo so posneli tudi videospot. Po projektu 5 minutes of fame sta se v duetu pod imenom Murat & Jose ter posnela debutanstki album V besedi je moč, ki je izšel leta 2002. Posnela sta tudi videospota za singla Spredizadi in Od ljudi za ljudi, v letu 2003 pa posnela pesem Virtualni car za kompilacijo 5 pik in nekaj repov pod imenom Nepojavna Kavlja, ter Mesto Smo Ljudje pod svojim imenom. Leta 2005 sta z britansko skupino BC400 posnela večjezični hip hop projekt Yoyocuts in z njim nastopila v Veliki Britaniji, Franciji in Sloveniji. Za singel Little Things so v Londonu leta 2006 posneli tudi videospot. 
Leta 2008, šest let po izidu prvenca, sta izdala drugi album Tuki not, ki je v celoti posnet z live bendom, s katerim sta od leta 2007 tudi koncertirata. Na albumu je 12 skladb. Za singel Nazaj sta k sodelovanju povabila slovenskega pevca rock in soul scene, Janeza Bončino Benča, pri drugem Postan ti sam pa se jima je v refrenu pridružila slovenska soul izvajalka Maya.
Murat & Jose sta svojčas veljala za eno najuspešnejših in najprepoznavnejših imen slovenske hip hop scene.